# Trzpiotka (film 1955)
Trzpiotka (ros. Попрыгунья, Poprygunja) – radziecki film dramatyczny z 1955 roku w reżyserii Samsona Samsonowa będący adaptacją sztuki Antona Czechowa. Przedstawia losy lekkomyślnej i pustej kobiety Olgi Dymowej. W roli głównej Ludmiła Celikowska.

## Fabuła
Utalentowany lekarz Dymow bardzo kocha swoją żonę Olgę i marzy o szczęśliwym małżeństwie. Niestety jego żona, tytułowa trzpiotka, uważa Dymowa za śmiesznego i przeciętnego, dlatego też woli spędzać czas w towarzystwie lowelasów i obłudników.

## Obsada
- Siergiej Bondarczuk jako doktor Osip Stiepanowicz Dymow
- Ludmiła Celikowska jako Olga Iwanowna Dymowa
- Władimir Drużnikow jako Riabowski
- Jewgienij Tietierin jako doktor Fiodor Łukicz Korostielow
- Anatolij Aleksin jako przyjaciel Olgi Dymowej
- Anatolij Bobrowski jako przyjaciel Olgi Dymowej
- Gieorgij Gieorgiu jako wiolonczelista Uzdieczkin
- Michaił Głuzski jako pisarz Burkin
- Gleb Romanow jako śpiewak Aleksis
- Aleksiej Kelberer jako malarz Podgorin
- Siergiej Komarow jako przyjaciel Olgi Dymowej
- Arkadij Cynman jako przyjaciel Olgi Dymowej
- Jan Janakijew jako Kobylanski
- Antonina Maksimowa jako Zwonkowska
- Jelena Maksimowa jako chłopka Głuchowa
- Marija Jarocka jako Piełagieja Gawriłowna
- Jurij Leonidow jako rzeźbiarz Żmuchin
- Tamara Miroszniczenko jako służąca Dasza
- Kostia Popow jako chory chłopiec
- Boris Gusiew

## Nagrody
- 1955: 16. MFF w Wenecji
  - Wygrana: Nagroda Passinettiego[2] za najlepszy film zagraniczny[1]
  - Wygrana: Srebrny Lew[1][2]
  - Nominacja do Złotego Lwa
- 1956: Jussi
  - Wygrana: w kategorii "Najlepsza aktorka zagraniczna" Ludmiła Celikowska
- 1957: BAFTA
  - Nominacja do nagrody BAFTA w kategorii "Najlepszy film z jakiegokolwiek źródła"[3][4]